# Lorena Gonzalez
Lorena Eva Maria Gonzalez is een personage uit de Nederlandse soapserie Goede tijden, slechte tijden. De rol debuteerde op 17 april 2007 en werd sindsdien gespeeld door actrice Gigi Ravelli. Ravelli onderbrak haar werkzaamheden bij de soap gedurende drie maanden in 2009, 2012 en 2014. Op 13 november 2014 vertrok Lorena definitief uit Meerdijk.

## Casting en creatie

### Casting
In 2007 werd er gezocht naar een nieuwe liefde voor Nick Sanders en deze werd uiteindelijk de dochter van schoonmaakster van de familie Sanders. In eerste instantie waren ze op zoek naar een Spaanse actrice. O.a. Yolanthe Cabau van Kasbergen werd gevraagd en brunettes Tamara Brinkman en Nikkie Plessen werden benaderd maar sloegen de rol af. Daarna konden ze geen geschikte actrice vinden en besloten de makers van Lorena een tijdelijk gastrol van te maken. Na een lange auditie periode kwam de blonde Gigi Ravelli als beste uit de bus en kreeg de rol van Lorena, dit terwijl Ravelli eigenlijk qua uiterlijk alles behalve van Lorena had. Na twee weken filmen waren de producenten en regisseurs zo enthousiast over Ravelli dat ze een vaste rol kreeg. Nog voordat de afleveringen met Ravelli op televisie kwamen had ze al een vaste rol en werd Ravelli tijdens haar introductie meteen als een hoofdrolspeelster voorgesteld aan het publiek. Ook werd meteen de leader aangepast met Ravelli erin.

### Karakterontwikkeling
Door de seizoenen heen is Lorena erg ontwikkeld. Lorena kwam als golddigger in de serie die een zwak had voor haar moeder. Hoewel Lorena altijd een grote mond heeft, heeft ze altijd een klein hartje gehad. Maar door de jaren heen veranderde Lorena in een wat zachtere vrouw.
Lorena komt de serie in als een succesvolle fotografe, maar ze verandert al snel in een ambitieuze zakenvrouw als zij in aanraking komt met personages als Dian Alberts, Nick Sanders en Nina Sanders.

### Continuïteitsfouten
Omtrent Lorena Gonzalez en haar familie zijn er een aantal continuïteitsfouten. Voordat Lorena in de serie kwam, had Rosa Gonzalez twee kinderen met haar overleden man. Rosa kwam naar Meerdijk na het overlijden van haar Spaanse man. Rosa zelf was Nederlands en keerde daarom na de dood van haar man terug naar Nederland. Rosa's zoon had het familiebedrijf in de touringbussen in Spanje overgenomen en ze had een dochter die ze naar een kostschool in Zwitserland had gestuurd. In 2007 komt Lorena voor het eerst in beeld en het is dan ook voor het eerst dat een van de twee kinderen bij naam wordt genoemd. Er wordt lange tijd niet echt gesproken over verdere familie, alleen dat ze nog een tante heeft in Australië. Dat is echter Rosa's zus. Daarnaast blijkt Lorena opeens lange tijd in Afrika te hebben gezeten in plaats van Zwitserland.
In 2011 komt Frederik van Rossum naar Meerdijk toe en dan blijkt dat Lorena uit een one-night-stand is geboren van Rosa en deze man. Dan is ook opeens Rosa's overleden man verdwenen, want Lorena blijkt alleen te zijn opgevoed door haar moeder en nooit te hebben geweten wie haar vader was.
Als later dat jaar Rosa komt te overlijden, verschijnen de namen van Lorena Gonzalez, Theresa Gonzalez en Liz op de rouwkaart. Theresa Gonzalez blijkt de in Australië wonende zus van Rosa te zijn en Liz de dochter van die zus. Gonzalez is dan ook opeens Rosa's geboortenaam en ze is dus niet getrouwd geweest met een Spaanse man met de naam Gonzalez.
In 2012 vertrekt Lorena naar haar tante in Australië. Haar tante heet nu opeens Constanza Gonzalez. Aangezien Constanza rijk is, wil Lorena achter haar erfenis aan, want Constanza heeft geen kinderen en wil het geld aan een goed doel doneren.
Ook heeft ze het een keer gehad over oom Arie en later over tante Meta, maar nooit werd duidelijk wie dit zijn.

## Biografie
Lorena is de dochter van Rosa, de schoonmaakster van huize Sanders. Lorena is blut en komt daarom naar Nederland. Ze ontmoet Dian en gaat voor haar werken als persoonlijk assistente. Als ze een foto van Nick ziet staan in huize Sanders, is ze al meteen in hem geïnteresseerd. Nadat ze een tijdje een relatie hebben gehad, trekt Lorena bij Nick Sanders in. Intussen is Nicks zoontje "overleden" (tenminste, dat heeft Jack hem wijsgemaakt omdat hij Valentijn zo ver mogelijk uit de buurt van Nick wil houden) en mist die zo dat hij een ander kind wil. Maar daarvoor wil hij een draagmoeder en dus geen kind van Lorena. Lorena wil dat wel heel graag en besluit een draagmoeder uit te zoeken terwijl Nick dit niet weet, stuurt ze een oude kennis (Agnes) naar Nick. Nick, die wordt geholpen door Sjors, ziet in Agnes de ideale draagmoeder en besluit dat zij de draagmoeder moet worden. Lorena heeft alles zo geregeld dat zij de plaats van Agnes zou innemen en zo toch nog een kind van Nick zou kunnen krijgen. Tussentijds verbreken Nick en Lorena hun relatie. Toch wil Lorena nog een kind van Nick en gaat toch naar het ziekenhuis om zo nog het kind van Nick te krijgen. Daarbij wordt ze geholpen door Fos. Dit eindigt echter in een miskraam.

### Relatie met Bing
Dan krijgt Lorena een relatie met Bing Mauricius. Wanneer er een grote gasontploffing plaatsvindt in Teluma, waarbij Nina zwaargewond raakt, wordt Jack van Houten lange tijd als schuldige beschouwd. Echter heeft hij dit niet gedaan, maar heeft Lorena de gascontroleur weggestuurd. Bing Mauricius geeft later echter toe dat hij het gedaan heeft en hij verdwijnt achter de tralies. Lorena wil dit niet en zorgt ervoor dat Bing haar gelijk geeft. Lorena belandt voor 3 maanden achter de tralies. Wanneer ze vrijkomt, komt ze erachter dat Bing is vreemdgegaan met Sjors. Sjors is hier ook zwanger van geraakt, al is het niet zeker dat Bing de vader is. Lorena bedreigt eerst Sjors. Wanneer dit niet helpt probeert ze Sjors te vergiftigen waardoor ze in het ziekenhuis belandt. Bing komt erachter dat Lorena dit heeft gedaan en beëindigt zijn relatie met Lorena. Lorena duikt dan eenmalig met Danny het bed in, maar daar blijft het bij.

### De moord op Rutger
Dan verschijnt Rutger Goedhart in Meerdijk. Hij krijgt een relatie met Laura Selmhorst en zegt tegen haar dat hij investeert in een bomenproject, EEPASA. Als Laura dit hoort wil zij ook gaan investeren en als Rutger zegt dat het gegarandeerde rente oplevert, vertelt Laura tegen heel veel mensen dat zij ook moeten investeren in EEPASA. Rutger geeft een presentatie en steeds meer mensen (o.a. Charlie, Jef, Danny, Rosa) willen investeren. Dan hoort Lorena Rutger aan de telefoon praten over het project en komt erachter dat het niet klopt wat Rutger zegt. Ze besluit een kijkje in zijn kamer te gaan nemen, maar dan komt Rutger plotseling binnen. Hij bedreigt haar. Lorena heeft geld nodig voor haar revalidatie en Rutger koopt haar om door haar dat geld te geven. Wat Lorena pas later beseft is dat ze hierdoor medeplichtig is. Als Rutger dood wordt gevonden. Staat ze niet meteen op de verdachtenlijst van Jack, maar als hij er niet uitkomt gaat hij Lorena toch als verdachte zien.
Wiet heeft een fotoboek gemaakt voor Jack en Sjors. Eerst vindt Lorena dit een leuk idee tot ze de foto van haarzelf ziet. Hierop heeft ze oorbellen in waarvan ze een tijdje eerder tegen Jack heeft gezegd dat die niet van haar waren. De oorbellen zijn gevonden in het huis van Rutger nadat hij dood is aangetroffen. Lorena bedenkt wat Jack met haar zou doen als hij die foto ziet en besluit om te vertrekken. Ze schrijft Jack een brief waarin ze schrijft dat ze veel gelogen heeft, maar dat ze nu de waarheid zal spreken. Als Sjors en Jack het in de Rozenboom over het onderzoek hebben blijkt dat Jack niet gelooft dat Lorena de moordenaar is, terwijl Sjors hem probeert duidelijk te maken dat alle feiten erop wijzen dat Lorena wel degelijk de moordenaar is. Lorena is vertrokken op 31 december 2010 naar Suriname. Wat ze niet weet is, dat daar Maxime Sanders en Nina Sanders op vakantie gaan. Eenmaal terug in Meerdijk gaat Lorena met Jack samenwonen. Als Lorena in Bing's nieuwe club komt biedt het nieuwe hoofd bediening haar een pil aan, maar Lorena slaat deze af en stapt op Bing af. Bing weet van het dealen van Amber en chanteert Lorena, als Lorena iets over het dealen zou vertellen aan Jack, of wie dan ook, dan zou Bing tegen Jack zeggen dat Lorena Sjors probeerde te vergiftigen toen ze zwanger was.

### Frederik
Als Frederik van Rossum in Meerdijk verschijnt gedraagt Rosa (de moeder van Lorena) zich erg vreemd. Lorena gaat op onderzoek uit en ontdekt dat Frederik haar vader is. Zij confronteert hem hiermee, maar hij wil niets van haar weten en noemt haar 'goedkoop'. Toch geeft Lorena de strijd niet op en probeert ze DNA materiaal te verzamelen om te bewijzen dat Frederik echt haar vader is. Jack vindt dat ze hem moet laten voor wat hij is, maar hier is Lorena het niet mee eens. Ze probeert wraak te nemen met Maxime Sanders, die is verkracht door Frederik, maar uiteindelijk doet Ludo Sanders dit. Hierna realiseert ze zich dat ze genoeg heeft aan haar moeder.
Als haar moeder overlijdt vindt ze dit vreselijk. Ze kan er moeilijk mee omgaan, helemaal omdat het zusje van haar vriend Jack hiervoor verantwoordelijk is. Jack probeert Wiet te helpen, waardoor Jack en Lorena uit elkaar gaan. Als ze zich realiseert dat ze hem terug wil, is hij vertrokken op wereldreis. Hierna krijgt ze een korte affaire met Hugo van der Laan, maar als Jack terugkomt zijn ze al snel weer samen. Hij helpt haar als ze de beautysalon van Charlie Fischer wil overnemen, omdat zij naar het buitenland verhuist. Lorena is heel blij dat ze nu haar eigen zaak heeft.

### Hotel De Rozenboom
Als Jack op wereldreis vertrekt en ze een flinke erfenis van haar rijke overleden tante erft, wil ze een nieuwe uitdaging. Ze is haar salon Lorena's zat en raakt geïnteresseerd in Hotel De Rozenboom. Ze wil koste wat het kost het hotel voor haar prijs kopen, maar Mike Brandt die De Rozenboom van Ludo Sanders moet verkopen, wil haar het hotel niet geven omdat ze onder de prijs biedt. Dan komt Lorena erachter dat Mike zijn vriendin Nina bedriegt omdat hij een affaire had met Sjors, ze chanteert Mike hiermee en eist De Rozenboom voor haar prijs anders dreigt ze Mike's slippertje bekend te maken aan zowel Nina en Ludo. Haar plan slaagt. De Rozenboom is van Lorena. Na een flinke restyling heropent Hotel De Rozenboom haar deuren. Maar niet iedereen is meteen enthousiast met hun nieuwe bazin, Laura Selmhorst moet erg wennen aan Lorena en haar plannen. Maar uiteindelijk kan Laura haar nieuwe bazin accepteren en kunnen ze goed met elkaar overweg. Maar Mike Brandt die noodgedwongen de Rozenboom aan Lorena moest verkopen zint op wraak tegen haar. Mike doet er alles aan om Lorena de Rozenboom niet draaiende te laten houden. hij organiseert een nep congres wat Lorena heel veel geld kost. Maar dan verzint Mike een gemeen plan: hij vergiftigt Lorena en laat haar onder invloed de volmacht tekenen en zet het hotel op zijn naam, Lorena verliest De Rozenboom.
Maar Mike blijft niet lang eigenaar van Hotel de Rozenboom. Een dag daarna overlijdt hij aan de gevolgen van een parachutesprong waarvan zijn parachute was gesaboteerd. Hierdoor erft zijn dochter Nola Sanders het hotel, tot grote frustratie van Lorena die er alles aan doet om haar hotel terug te krijgen.
Ze betrapt Nina die in haar achtertuin haar tas verbrandt die op de camerabeelden van het paracentrum staat en maakt een foto op het moment dat Nina haar tas verbrandt. Ze chanteert Nina hiermee. Ze dreigt naar de politie te gaan maar doet dit niet als ze ervoor zorgt dat Lorena de Rozenboom weer terugkrijgt. Dit lukt Nina niet en ze smeekt Lorena om niet naar de politie te gaan. Uiteindelijk realiseert Lorena zich dat ze hiermee haar hotel niet terugkrijgt en verwijdert ze de foto.

### De moord op Mike
Als Mikes parachute gesaboteerd wordt en tijdens de parachutesprong op het vrijgezellenfeest van Rik de Jong en Nuran Baydar ter aarde stort, wordt iedereen met een motief verdacht, ook Lorena, die door Mike haar hotel verloren is. Als Lorena verhoord wordt geeft ze een vals alibi op, ze zegt dat ze de hele avond bij Laura was en daarna samen met haar dronken is geworden. Om Lorena niet te verraden liegt Laura met Lorena mee. Maar wanneer de politie Laura onder druk zet, vertelt ze dat zij en Lorena gelogen hebben. Als daarna ook Lorena's vingerafdrukken op de tang die is gebruikt om Mikes parachute te saboteren staat, wordt ze gearresteerd. Verder weet Lorena dat Nina op de avond van de moord op het terrein van het paracentrum was en haar tas die op de camerabeelden staat heeft verbrand. Ze heeft beloofd Nina niet te verraden. Maar wanneer Menno Kuiper haar onder druk zet, bekent ze alles. Nina wordt gearresteerd. Lorena komt uiteindelijk vrij wanneer op een foto van Wiet te zien is dat ze een tang heeft gebruikt om de rits van haar jasje eraf te knippen. Lorena blijft verdachte. Rechercheur Aysen Baydar komt erachter dat geen van de twee vrouwen het heeft gedaan, maar dat Rik de moord gepleegd heeft.

### In geldnood
Lorena komt in geldnood doordat ze veel schulden heeft en deze niet meer kan afbetalen nu ze niet meer eigenaresse van de Rozenboom is. Ze wil samenwerken met Nina Sanders om van haar hobbybedrijfje Tasjesdief, een tassenmerk, een groot commercieel succes te maken. Met Nina doopt ze Tasjesdief om tot Banditas tijdens de lancering in Dansatoria, die ze enigszins verpest doordat haar zelfgemaakte jurk gedeeltelijk loslaat tijdens haar toespraak. Ze maakte hier laconiek gebruik van, door te doen alsof het erbij hoorde en te zeggen dat "vrouwen met deze nieuwe designerjurk zelf bepalen wat ze wel, en wat ze niet laten zien".
Als Lorena's beste vriend Lucas Sanders trouwt wil ze hem een groots huwelijkscadeau geven. Ze krijgt het voor elkaar dat zijn favoriete popgroep The Backstreet Boys komen optreden op zijn bruiloft. Op deze bruiloft ontmoet ze ook Stefano Sanders en is gelijk gecharmeerd door hem. Mede omdat Stefano een vermogend man is, en begint een affaire met hem. Als Stefano erachter komt dat het Lorena in eerste instantie om zijn geld te doen was maakt hij het uit en gaat terug naar New York

### Tijd na Meerdijk
Op 27 januari 2016 wordt in de GTST Meerdijk app duidelijk dat Lorena na haar vertrek uit Meerdijk de liefde heeft gevonden bij ene Steven en dat de twee samen op Barbados wonen.

## Facts

### Liefdes
- Gilbert Brouwer - huwelijk/gescheiden (2002–2007)
- Nick Sanders - relatie (2007–2008)
- Bing Mauricius - relatie (2008–2010)
- Jack van Houten - relatie (2010–2012)
- Mike Brandt - relatie (2013)
- Vincent Muller - one-night-stand (2013)
- Stefano Sanders - affaire (2014)
- Steven Kant - relatie (2015–heden)

### Beroep
- Fotograaf (2001–2008)
- PA van Dian Alberts (2007–2008)
- Barkeeper "De Koning" (2008–2012)
- PA van Josephine van Wickenrode (2009)
- Medewerkster Charlie's (2009-2012)
- Eigenares Lorena's (2012–2014)
- Eigenares De Rozenboom (2012–2013)
- Co-eigenares Banditas (2013–2014)
- Eigenares Vendetas (2014)